# لواء الأمة
لواء الأمة هي مجموعة من قوات شبه عسكرية تحارب ضد الحكومة السورية خلال فترة الأزمة السورية كان يقوده سابقًا المهدي الحاراتي وهو ليبي يحمل الجنسية الإيرلندية قاد أحد كتائب جيش التمرد الليبي وهي كتيبة ثوار طرابلس أثناء معركة طرابلس. أصبحت المجموعة في سبتمبر 2012 تحت قيادة الجيش السوري الحر.

## الهيكل التنظيمي والعضوية
قرر الحاراتي تشكيل جماعة أسفرت عنها المناقشات التي أجراها مع أنصار المعارضة السورية أثناء بعثة تقصي الحقائق إلى سوريا أوائل عام 2012.
ولم تحاول الجماعة بنشاط تجنيد الليبيين وبحسب حاراتي، ما يقرب من نسبة 90% من مجموع أفراد المجموعة البالغ عددها 6000 من السوريين، ونسبة 10% المتبقية خليط من سكان ليبيا، والمصريين، والفلسطينيين، والسودانيين وغيرهم من العرب. ويشير حاراتي كذلك إلى أن معظم المقاتلين السوريين هم أعضاء سابقون في جماعات ثورية أخرى قرروا الانضمام إلى جماعة لواء الأمة، بينما انضم البعض الآخر إلى الجماعة كأفراد. ويشير أيضًا إلى أن معظم الليبيين كانوا أعضاء سابقين في جماعة لواء طرابلس، والتي تلقت تدريبًا من القوات الخاصة القطرية في مدينة نالوت أثناء ثورة 17 فبراير. ويقول السوريون المنضمون إلى لواء الأمة أنه مقارنةً بأكثر الجماعات تمردًا الأخرى في سوريا، يُنظر إلى الجماعة باعتبارها الجماعة الأكثر تنظيمًا والأكثر انضباطًا.
على الرغم من أنه يعتقد أن معظم أعضاء الجماعة من السوريين، يلعب المتطوعون الأجانب دورًا رئيسيًا في قيادة هذه الجماعة. وتمثل السبب الرئيسي المزعوم وراء إنشاء هذه الجماعة في أن حاراتي وغيره من المتطوعين الأجانب كان يمكنهم مشاركة خبراتهم وتجاربهم التي اكتسبوها في قتالهم في أماكن أخرى مع المعارضة السورية.
لقد كان لواء الأمة والجيش السوري الحر جماعتين منفصلتين حتى قرابة شهر سبتمبر من عام 2012.
وورد كذلك أن الجماعة لديها خطط لإعداد الجناح السياسي لتمثيلها في فترة سوريا ما بعد الحرب.

## الأيدلوجية
بحسب توماس بيريه، وهو محاضر في مجال الإسلام السوري المعاصر بجامعة إدنبره، «لا يعتبر (حاراتي) من أتباع حركة جهاد؛ إنه ينظر لنفسه كشخص ثوري ليبي انتقل هناك لدعم الثورة السورية». وقد وصف أعضاء الجماعة الأزمة السورية بأنها «ثورة شعبية» وليست تابعة لـ «جهاد تنظيم القاعدة».
وفي سياق متصل، وصف رضوان مرتضى، من صحيفة الأخبار الجماعة بأنها «جهادية» ولكن ليست متطرفة كبقية الجماعات مثل جبهة النصرة. وبحسب الجريدة، ترى الجماعة أن كل مسلم يلتزم بواجب ديني لتحرير السوريين من «الطاغية» وإقامة «الحكم الإسلامي الهادي للحق» في البلاد. وأوردت كذلك أن جماعة لواء الأمة تتبع «أحكام الشريعة الإسلامية في الحروب» والتي تتضمن عدم استهداف غير المقاتلين، أو تنفيذ أعمال انتقامية ضد الأبرياء أو الإضرار بالملكيات أو الممتلكات.
تسرد صفحة الجماعة المزعومة على الفيس بوك أهداف الجماعة والتي تتمثل في الدفاع عن الأمة الإسلامية وتحريرها من الدكتاتورية والعدوان؛ والتعاون لإقامة الحكم الإسلامي والعمل على توحيد الأمة وإحداث «نهضة». وذكر محمد السكني، قائد لواء الأمة في حمص «أود أن أرى سوريا تعيش في كنف حكومة إسلامية معتدلة – حكومة على غرار حكومة تونس أو تركيا». ويشير عبد المجيد الخطيب، المنظم السياسي للجماعة أن جماعة لواء الأمة تخطط للتحول إلى حزب سياسي بمجرد الإطاحة بنظام الأسد. ويشير السكني «نتصور أن يحتوي الحزب كافة الفصائل والأديان والأطياف في سوريا، بما في ذلك، العلويون، ولكن في إطار مرجعية إسلامية» وأضاف، «نريد أن نكون جزءًا من أي حكومة انتقالية».

## التمويل
يتميز لواء الجماعة بتمويل جيد مقارنةً بغيره من الجماعات الثورية السورية، مع شراء معظم الزي الرسمي وأسلحة الجماعة من تركيا. ويزعم حاراتي أن مصدر أموال الجماعة شبكة من المتبرعين من القطاع الخاص من جميع أنحاء سوريا والشرق الأوسط وشمال إفريقيا، فضلًا عن العديد من المتبرعين المذكورين بأسمائهم من دولة الكويت الذين حصلوا على ثناء خاص من صفحة الجماعة على الفيس بوك.